# Clair-obscur
Pour les articles homonymes, voir Clair-obscur (homonymie).
Le clair-obscur, dans une peinture ou une estampe, est le contraste entre zones claires et zones sombres. Dans une œuvre figurative, il suggère le relief en imitant par les valeurs l'effet de la lumière sur les volumes. On dit qu'un tableau est « en clair-obscur » quand ce contraste est important,,,,. Plus rarement et anciennement, « un clair-obscur » est une œuvre qui ne joue que sur les valeurs, synonyme de camaïeu.
Avec le clair-obscur, les parties plus ou moins éclairées sont claires ou dans l'ombre. En fonction de la surface éclairée, lisse ou anguleuse, et si cette lumière est plus douce ou plus vive, si l'ombre est plus profonde ou les contrastes plus intenses, le clair-obscur produit des transitions imperceptibles, plus nettes ou brutales et par plans juxtaposés, la luminosité d'ensemble pouvant être claire ou obscure. Cela consiste, en général, à réaliser des gradations sombres sur un support plus ou moins clair mais parfois, à l'inverse, par des couleurs claires sur un support sombre.
Le procédé du clair-obscur était pratiqué dans la peinture de la Grèce antique, au moins à la fin du IVe siècle avant notre ère, avec la peinture hellénistique. Le Moyen Âge l'abandonne ; il est à nouveau employé dès les débuts de la Renaissance. Le Caravage puis Rembrandt développèrent la pratique, aussi bien dans le dessin et la gravure que dans la peinture. Les artistes et les amateurs disputent de son importance du XVIIe au XIXe siècle, en regard de la ligne de contour, que le clair-obscur peut rendre indistincte. Dans ces discussions proches de la querelle du coloris, le modelé désigne la façon dont l'artiste a réussi cette représentation des volumes, avec plus ou moins de clair-obscur.
Le XIXe siècle développe les arts graphiques. La lithographie sur pierre grenée offre un procédé d'expression imprimée fondé sur les valeurs de gris. L'impressionnisme renonce au clair-obscur, s'attachant plus aux variations de teinte pour exprimer la lumière. À partir des années 1840, la photographie se base elle aussi sur le « noir et blanc » ; lorsque la photographie se reconnaîtra comme un art autonome au XXe siècle, elle définit l'ampleur des écarts entre les hautes lumières et les ombres comme contraste.

## Galerie d'exemples

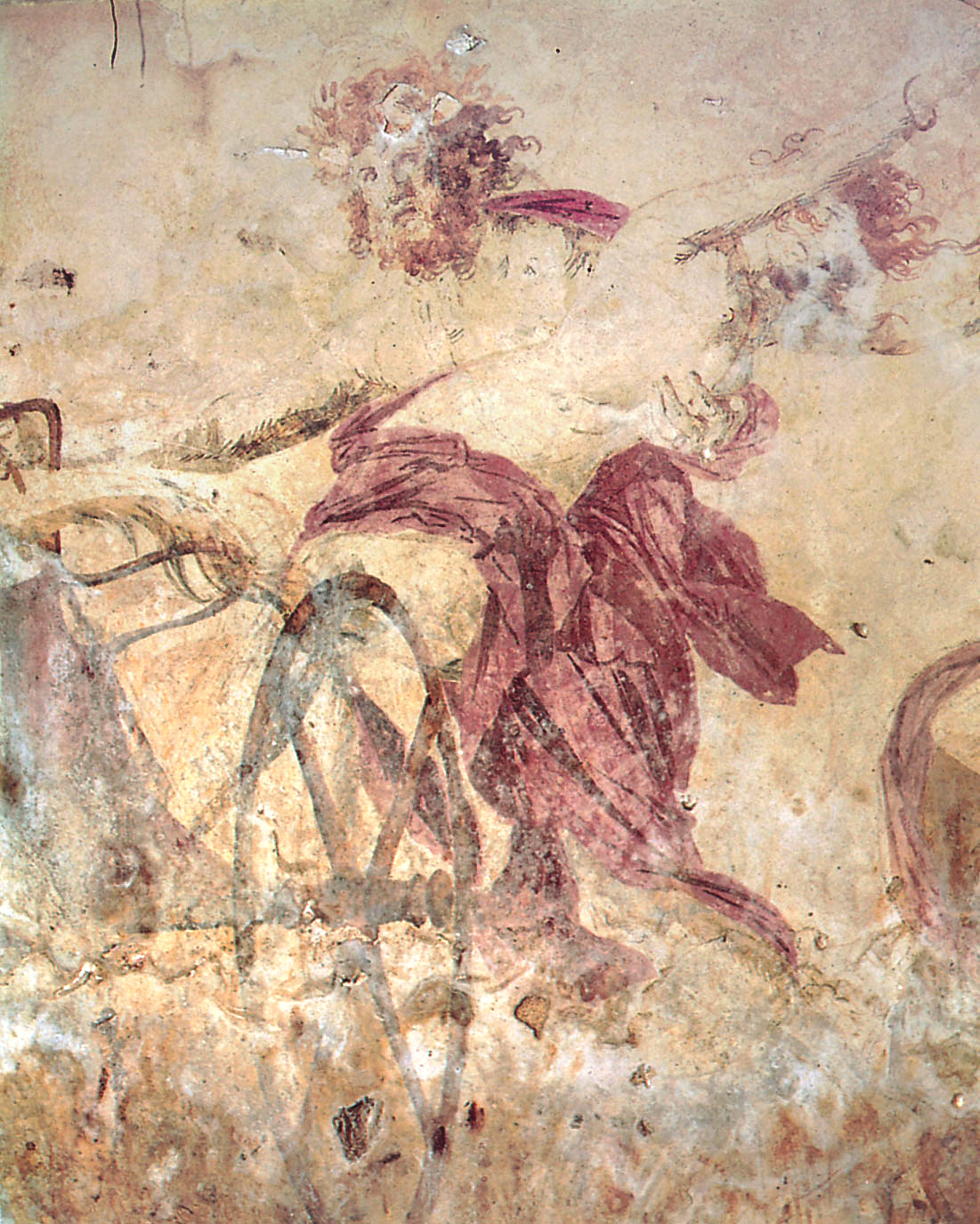
Rapt de Perséphone par Hadès, peinture murale (v. 350 avant notre ère), tombe dite de Perséphone, Vergina (Grèce du Nord).
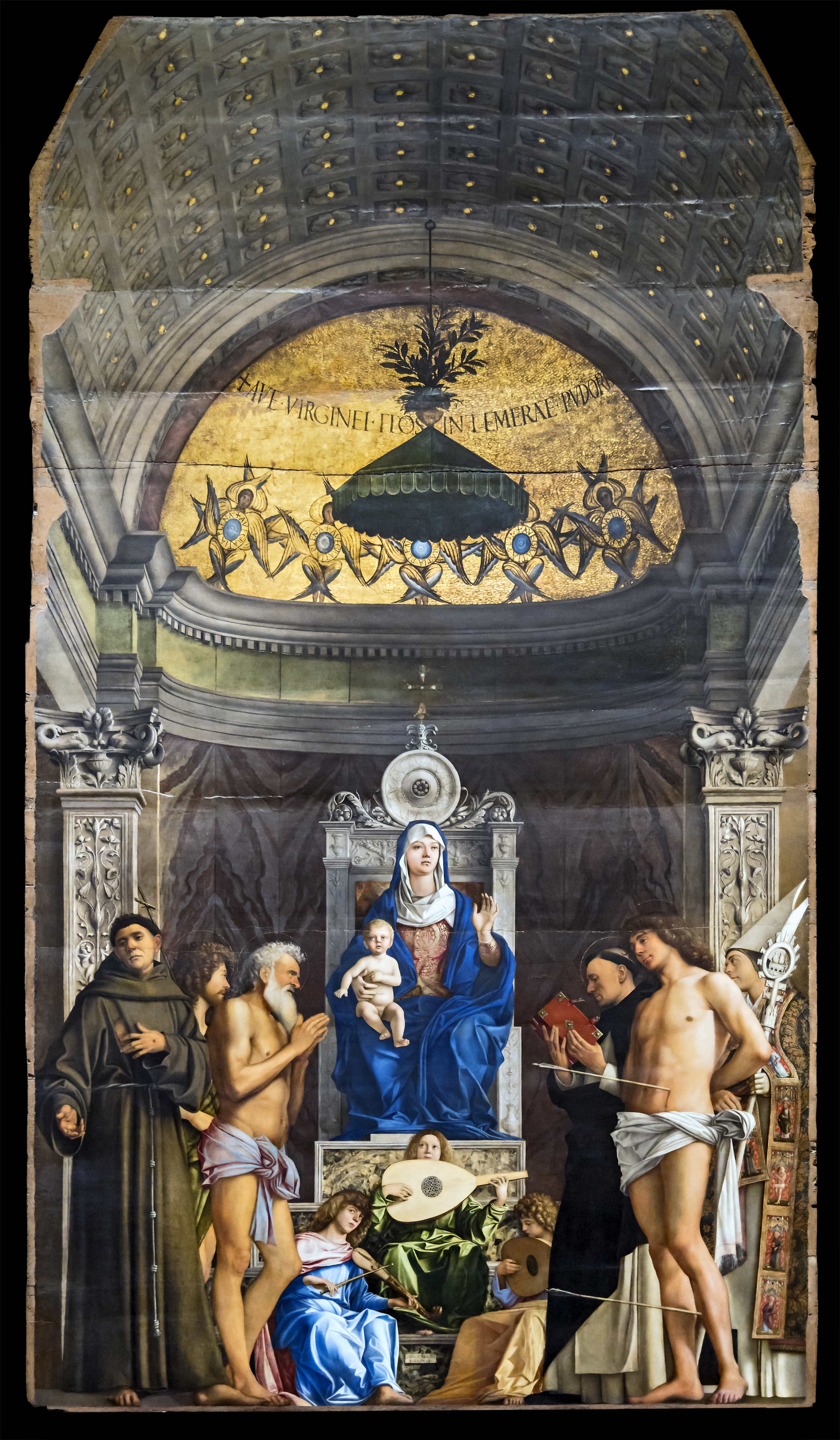
Giovanni Bellini, Retable de san Giobbe (vers 1497), huile sur bois (471 × 259 cm), galeries de l'Académie (Venise).
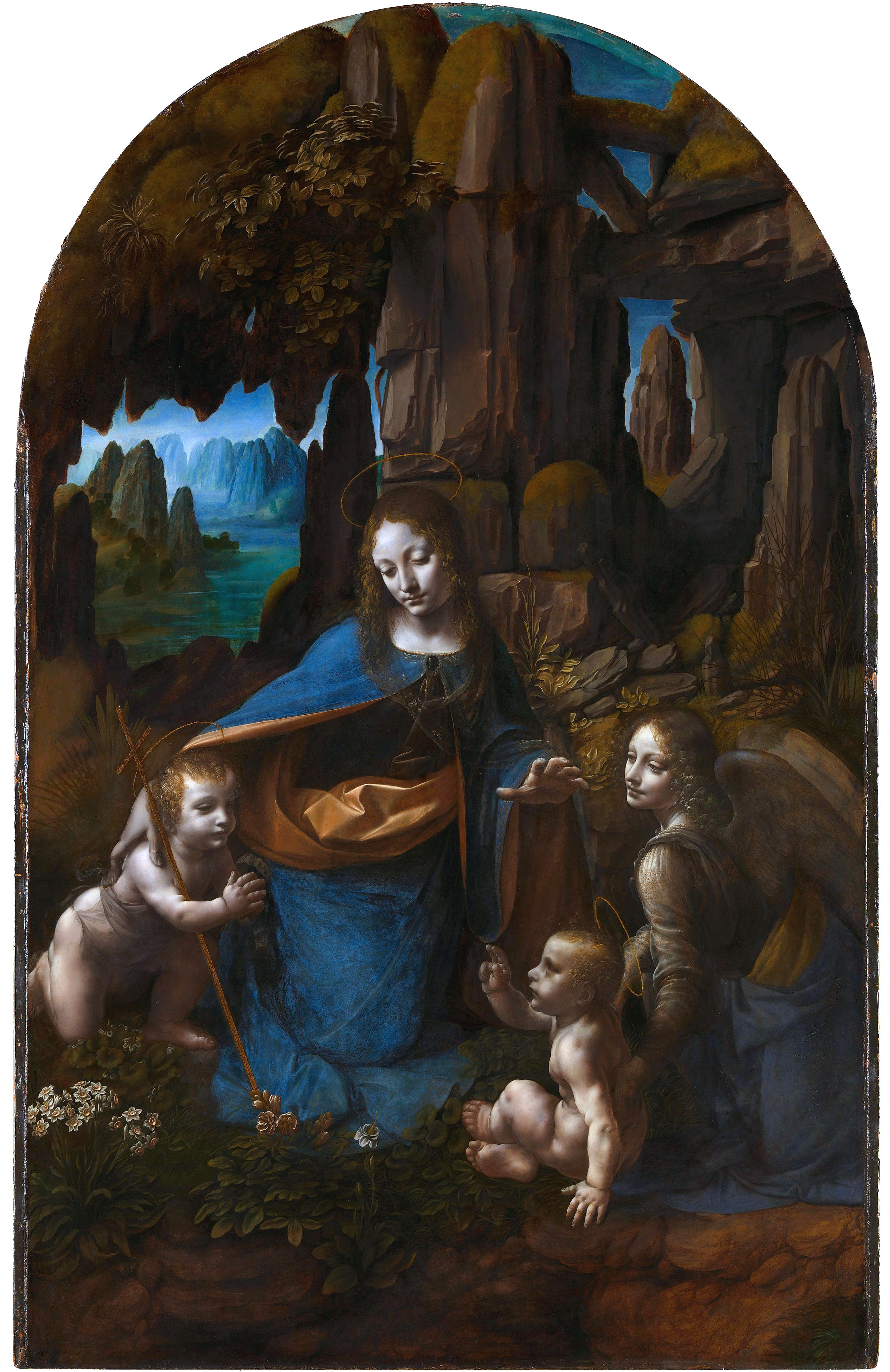
Léonard de Vinci, La Vierge aux rochers (1503-1506), huile sur bois (189,5 × 120 cm), National Gallery.
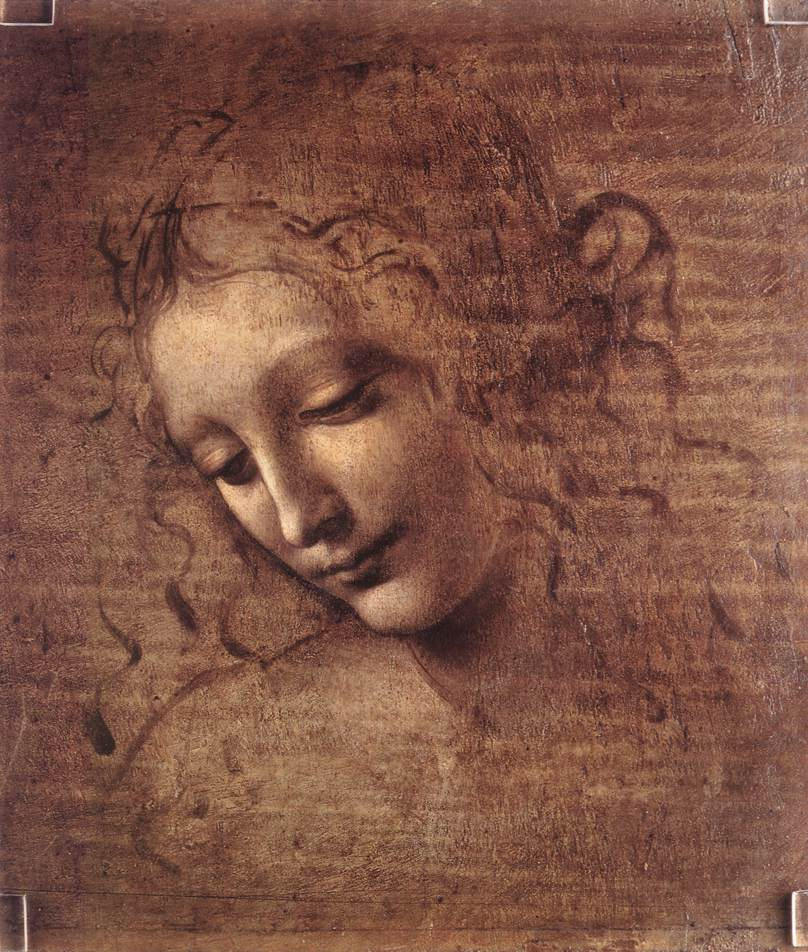
Léonard de Vinci, Tête de jeune fille échevelée ou La Scapigliata, huile sur panneau de bois (v. 1508), galerie nationale de Parme[10].
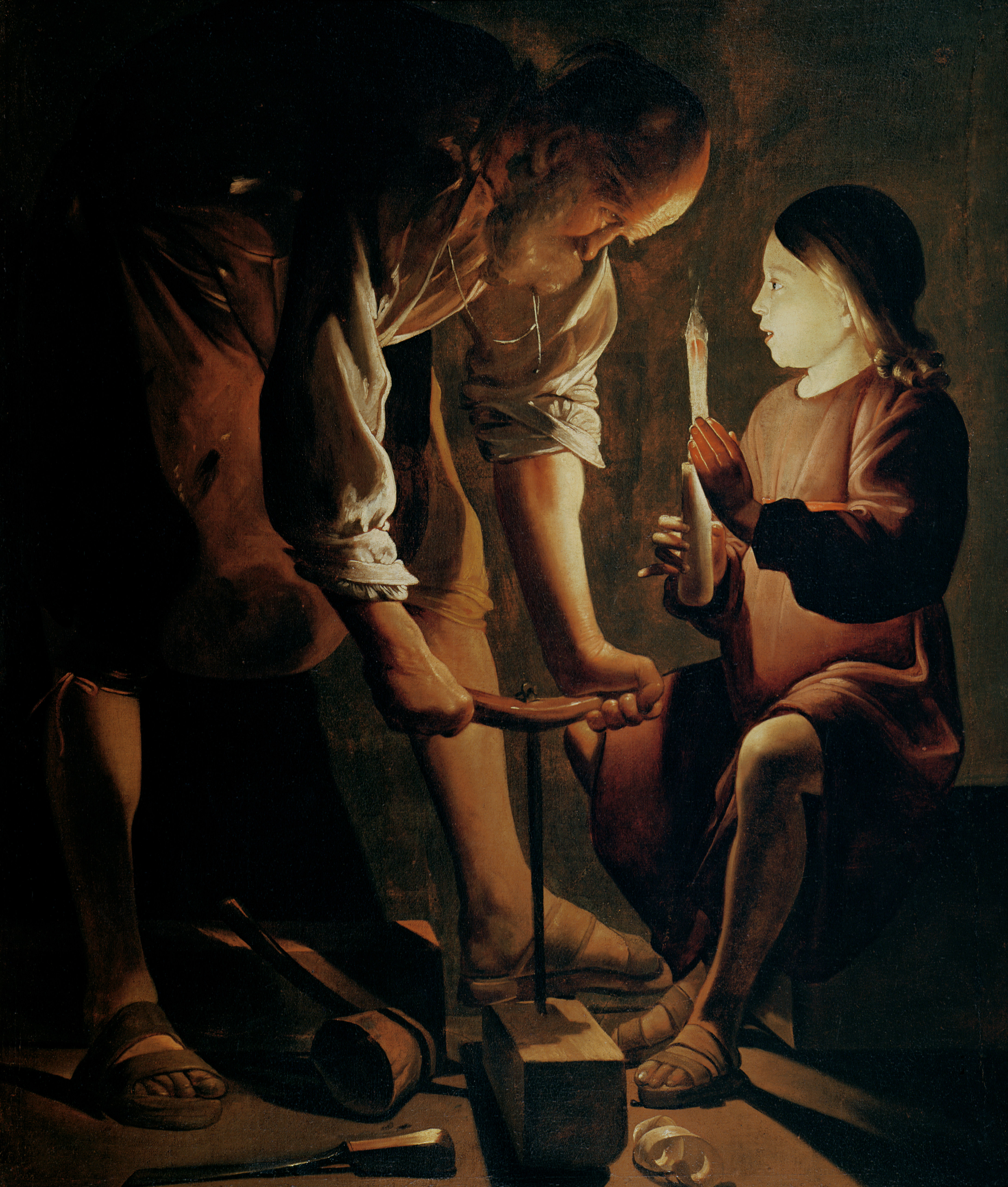
Georges de La Tour, Saint Joseph charpentier, 1645 musée du Louvre.

## Histoire

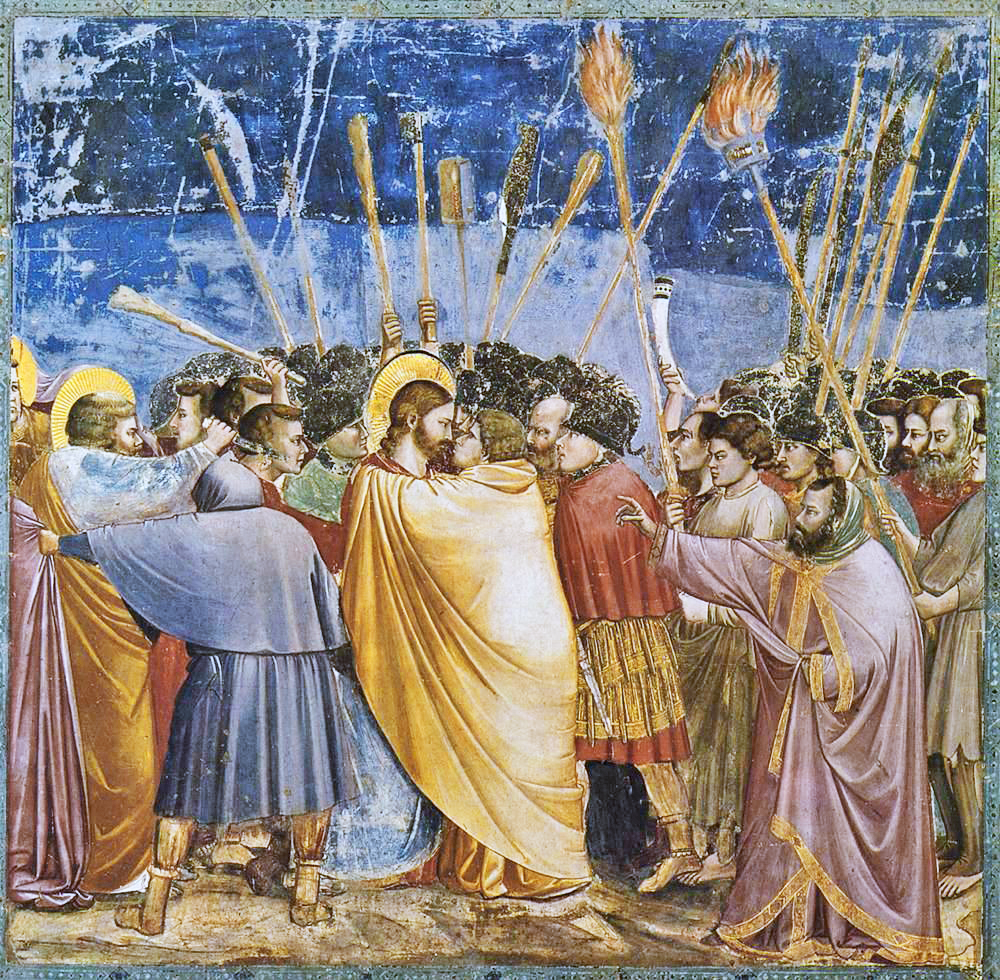
Giotto, modelé sans clair-obscur, en relation avec les conseils de Cennino Cennini, fresque (v. 1304), église de l'Arena (Padoue).

### Antiquité
La découverte des tombes macédoniennes à partir de 1977 présente, à l'évidence, la preuve d'une très grande maîtrise du clair-obscur par les plus grands peintres de la Grèce antique. En cela, l'art grec hellénistique se distingue de peintures sans clair-obscur qui ont précédé : les céramiques à figures noires et celles à figures rouges, solutions graphiques plus que picturales, qui constituent l'essentiel des peintures grecques actuellement conservées. Les figures y sont tracées, par des traits incisés, gravés ou peints et de larges à-plats noirs en constituent soit la forme, soit le fond. Le clair-obscur est, par contre, visible dans les peintures hellénistiques avec un modelé par des couleurs nuancées et par des hachures, suivant une méthode bien différente de l'époque moderne : comme on peut le constater sur le bras de Perséphone, dans la tombe de Vergina.

### Du Moyen Âge à la Renaissance
Selon le procédé traditionnel au Moyen Âge, encore conseillé par Cennino Cennini (1370-1440), le modelé se fait soit par saturation de la couleur locale, soit par changement de couleur dans l'ombre (le (it) cangiantismo), comme on le voit dans la fresque de Giotto à Padoue. Après lui, Alberti fait de la « réception des lumières » la troisième partie de la peinture, ce qui annonce Léonard de Vinci par l'importance qui est accordée aux ombres. Selon André Chastel, pour Vinci, « la préoccupation du “relief” entraine le sacrifice de la couleur au profit du modelé. Mais elle prépare […] le conflit du contour et des reflets qui commence à se formuler de bonne heure et qui a sa conclusion dans le (it) sfumato ».
Daniel Arasse développe ce moment où, plutôt que de parler de « contour », il évoque l'inscription des figures par la géométrie perspective et son principe unificateur, lequel va être remplacé par l'ombre comme principe unificateur du tableau plus important que la perspective. Et que la couleur « vraie » est un impossible à percevoir. Le clair-obscur ((it) : chiaroscuro) que l'on constate sur une étude de draperie de 1500-1508 atteint l'aspect poli de la pierre, par un travail complexe au pinceau, encre noire et lavis gris, rehauts de blanc sur un papier lavé bleu-clair (un lavis bleu-clair). Dès le début du XVIe siècle, le dessin en clair-obscur s'effectue sur un papier teinté en demi-teinte, et pour les parties les plus claires avec des rehauts clairs.

### Âge Baroque

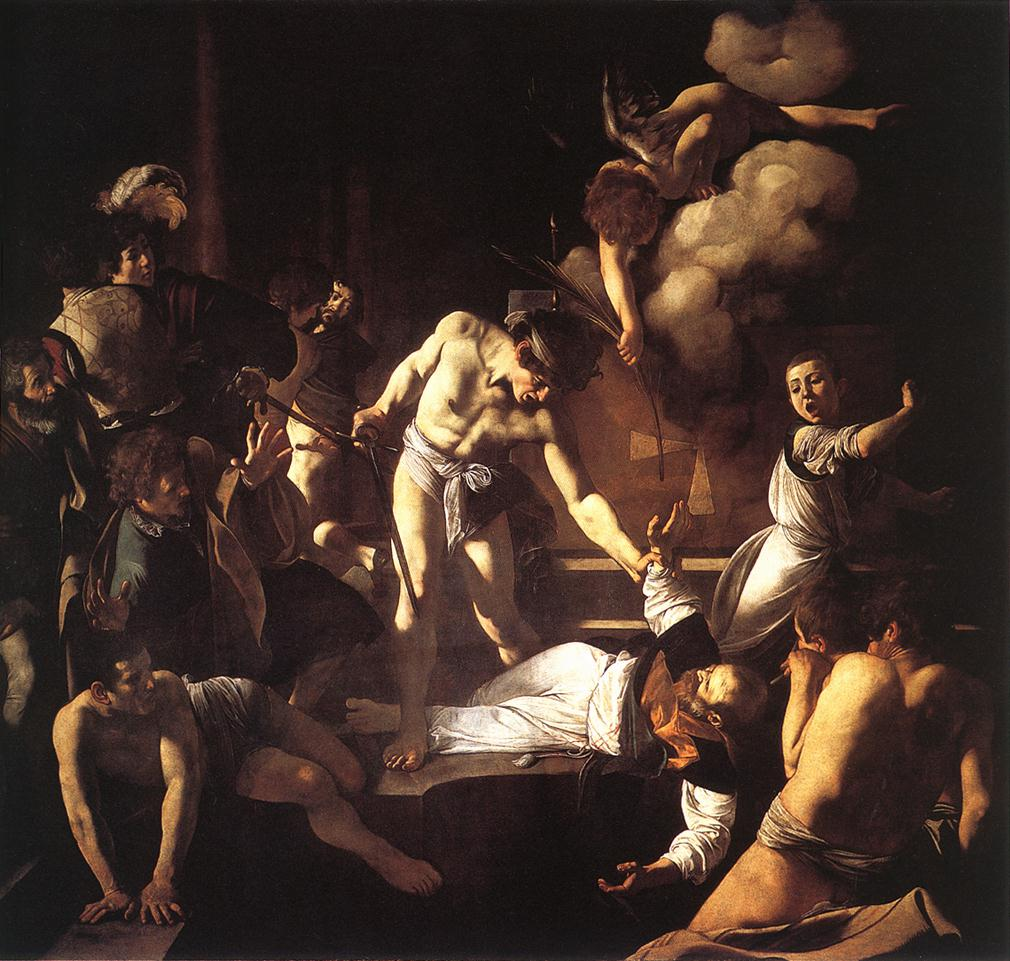
Le Caravage, Le Martyre de saint Matthieu (1599-1600,), chapelle Contarelli, église Saint-Louis-des-Français de Rome.

À l'inverse, on parle de ténébrisme lorsque des parties claires côtoient immédiatement et sans dégradé des parties très sombres, créent des effets de contrastes, et que l'ombre domine l'ensemble du tableau. C'est notamment le cas dans l'œuvre du Caravage, qui en développera la pratique au début du XVIIe siècle. La systématisation du clair-obscur le plus accentué, a une signification dans la peinture du Caravage : le monde terrestre est plongé dans l’obscurité, dans l'ignorance, tandis que l’intrusion divine se signale par la lumière sur une action significative. Ce procédé permet d’augmenter la tension dramatique, de figer les attitudes à un moment précis, de donner l’illusion du relief avec un volume fortement marqué — qui témoigne du savoir-faire de l'artiste.
Le caravagisme, particulièrement visible dans les peintures du Français Valentin de Boulogne, n'est pas à considérer seulement sous l'angle des effets de lumière, du clair-obscur dramatique. La méthode que le suiveur de Caravage, Bartolomeo Manfredi, a mise au point, prend en compte certains sujets privilégiés, comme les groupes de musiciens en costumes d'époque, peints à l'échelle un (1/1), en vue rapprochée, etc. Quelques peintres hollandais qui ont fait le voyage en Italie, et que l'on rassemble en une école d'Utrecht, Honthorst, ter Brugghen, Baburen, ont adopté cette méthode. En Flandres, le phénomène est plus limité et interprété avec une bien plus grande liberté car ces artistes n'ont pas fait le voyage en Italie, en dehors de Louis Finson, mais qui a fait l'essentiel de sa carrière en Italie puis en France. L'artiste le plus célèbre aujourd'hui de ces Flamands étant Jordaens, mais il est très distant du caravagisme. Une vague lointaine parviendra, mais d'une manière plus complexe et diffuse jusqu'à Jan Lievens et Rembrandt, voire Vermeer. Mais tous ces artistes pratiquent évidemment le clair-obscur, comme tous leurs contemporains.

### Époque classique
Comme la plupart des concepts de la peinture, le clair-obscur est en France l'objet d'âpres discussion. Le classicisme français condamne les contrastes des caravagesques, parce qu'ils nuisent à la présentation d'une forme noble, idéale. En 1765, Diderot, aussi bien que Watelet, définit le clair obscur comme un problème technique et esthétique : « la juste distribution des ombres et des lumières ». Il réprouve les « effets de lumière », et exalte une « distribution graduée », et la « vérité des lumières ». Le clair-obscur, dans un paysage, comprend la perspective atmosphérique ; dans le portrait, il crée l'illusion du volume.

### XIXeetXXesiècle
La question de la représentation de la lumière et de l'ombre a trouvé d'autres solutions dans l'art moderne avec les peintures des impressionnistes et des post-impressionnistes qui exploitent la valeur tonale des couleurs. On a aussi modernisé d'anciennes solutions, comme lorsque Franz Marc applique une couleur arbitraire à la forme qu'il représente et simplifie la représentation du modelé. Cela s'est fait auparavant, dans la peinture de Giotto, par exemple, mais alors que Giotto employait éventuellement une autre couleur, en fonction de sa valeur tonale, Marc utilise simplement la même couleur, qui est plus « sombre » tout en restant « pure ».

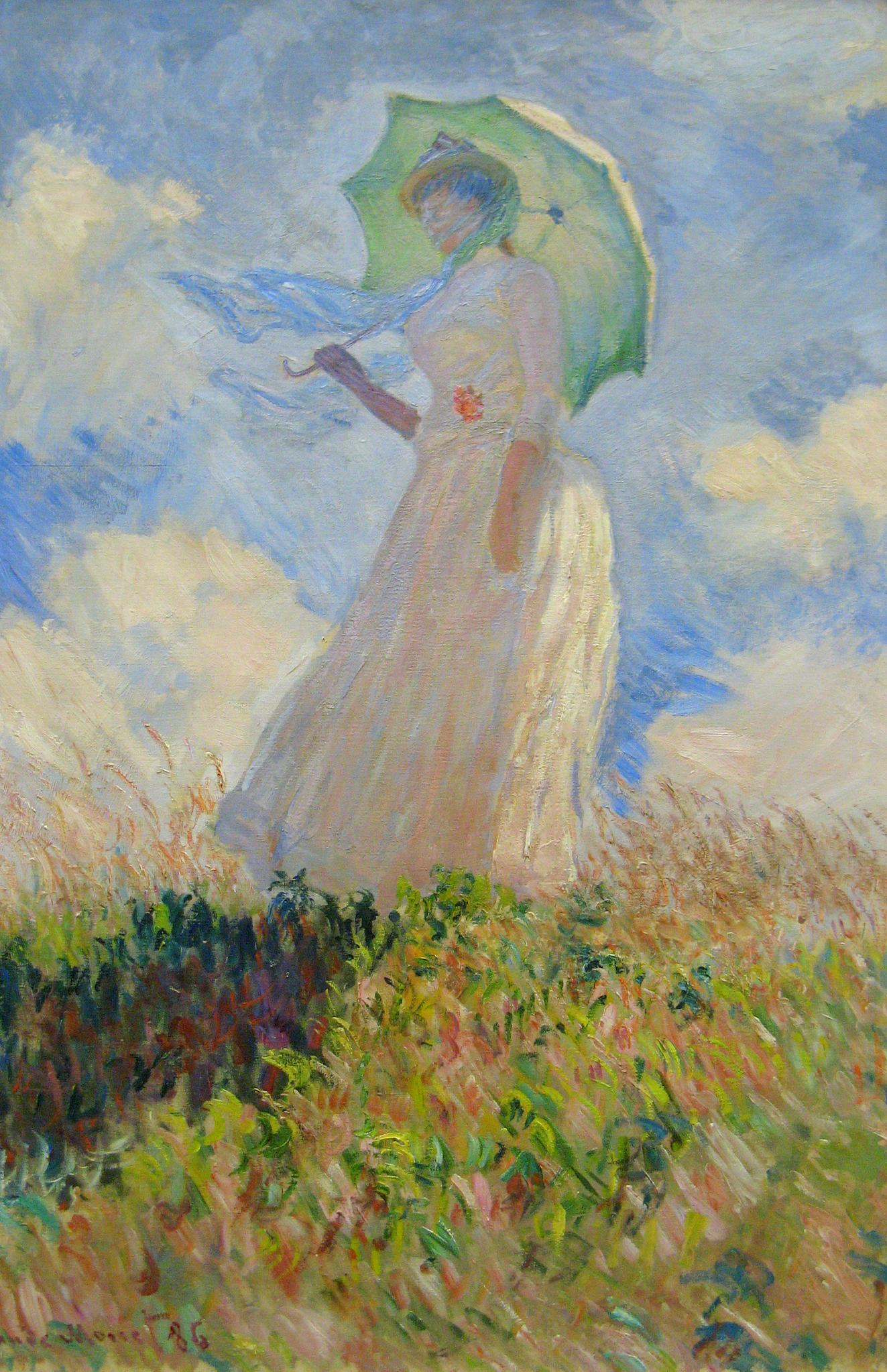
Claude Monet, Essai de figure en plein-air. Femme à l'ombrelle tournée vers la gauche (1888, 131 × 88 cm), musée d'Orsay.
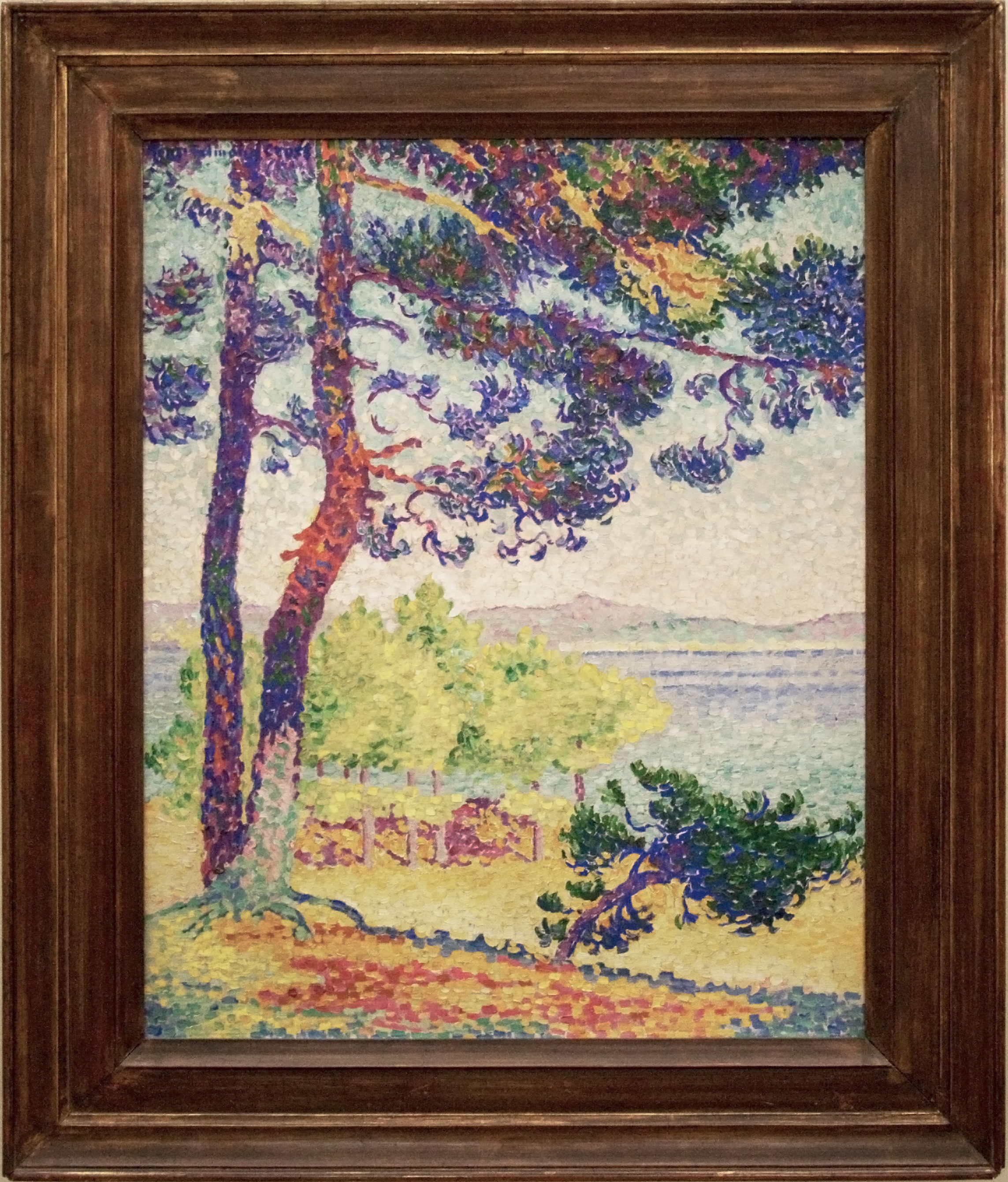
Henri-Edmond Cross, Après-midi à Pardigon (1907, 80 × 65 cm), musée d'Orsay.
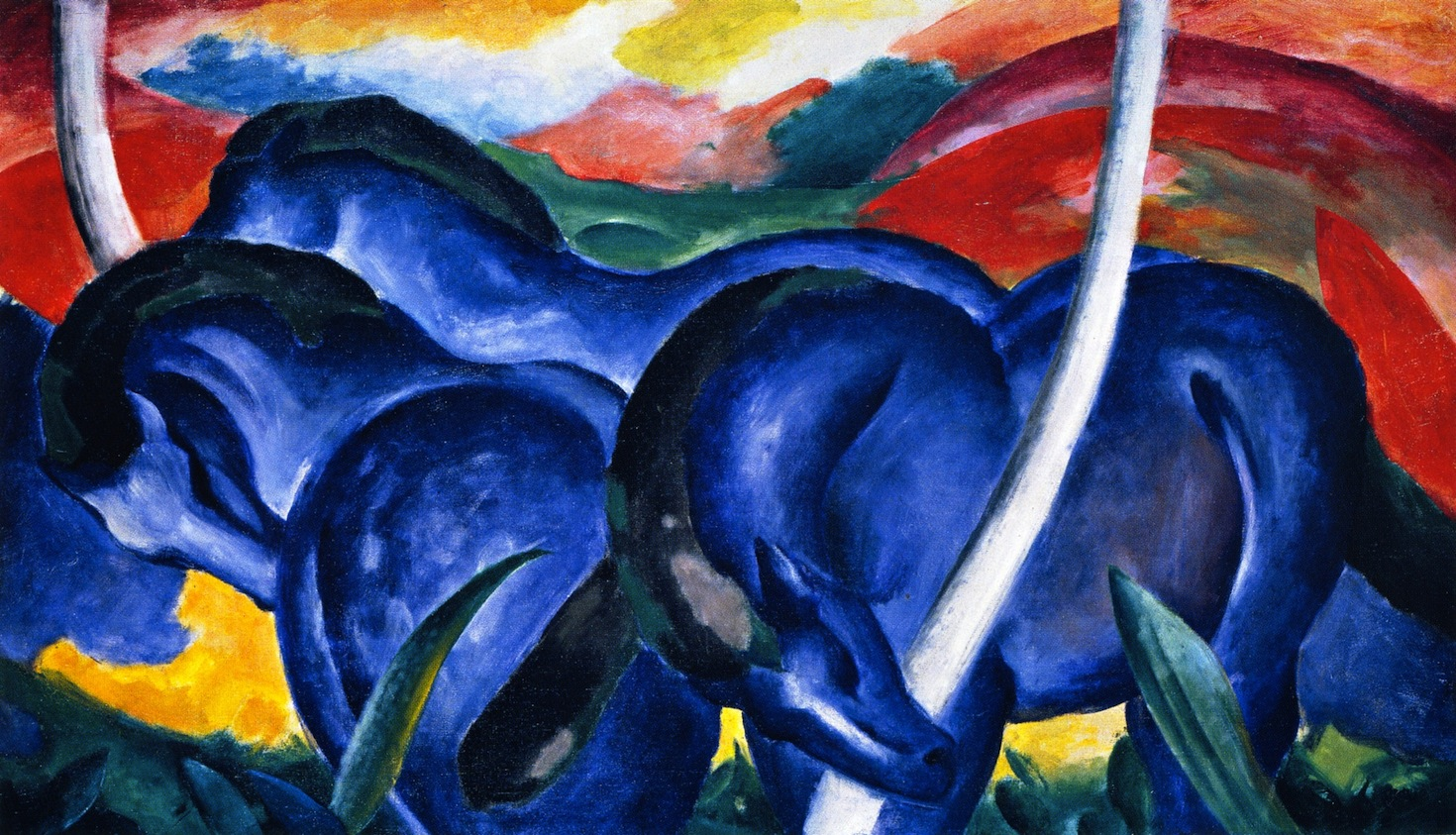
Franz Marc, Les Grands Chevaux bleus (1911, 102 × 160 cm), Minneapolis, Walker Art Center.

## Dans la photographie
En photographie, le low-key lighting est un style de prise d'images volontairement sous-exposées, utilisé notamment pour produire un effet de clair-obscur.